# 杉本勝次
杉本 勝次（すぎもと かつじ、1895年11月14日 - 1987年1月2日）は日本の政治家。衆議院議員、福岡県知事などを務めた。

## 経歴
福岡県福岡市出身。1914年、中学明善校（現・福岡県立明善高等学校）卒業。1921年、東京帝国大学法学部政治学科卒業。
九州帝国大学、福岡高校、福岡女子専門学校の各講師、西南学院専門学校（現・西南学院大学）校長を経て、1946年4月、戦後初の衆議院議員総選挙に福岡1区から社会党所属で出馬し当選、1期務める。1947年4月から2期、福岡県知事を務めて石炭政策を推進した。福岡県知事の任期満了後に両派社会党の推薦で福岡市長選に出馬するが保守系現職の小西春雄に敗れて落選、翌1956年3月から久留米市長となる。2期目途中の1963年、5市合併で発足した北九州市長選挙に自民党と民社党の推薦を受けて立候補したが吉田法晴に敗れて落選、政界から退いた。その後は西南学院理事長、福岡放送取締役を務めた。1987年1月2日、急性心不全のため91歳で逝去。
1966年勲三等旭日中綬章、1982年キリスト教功労者の表彰を受ける。